# Léon Théry

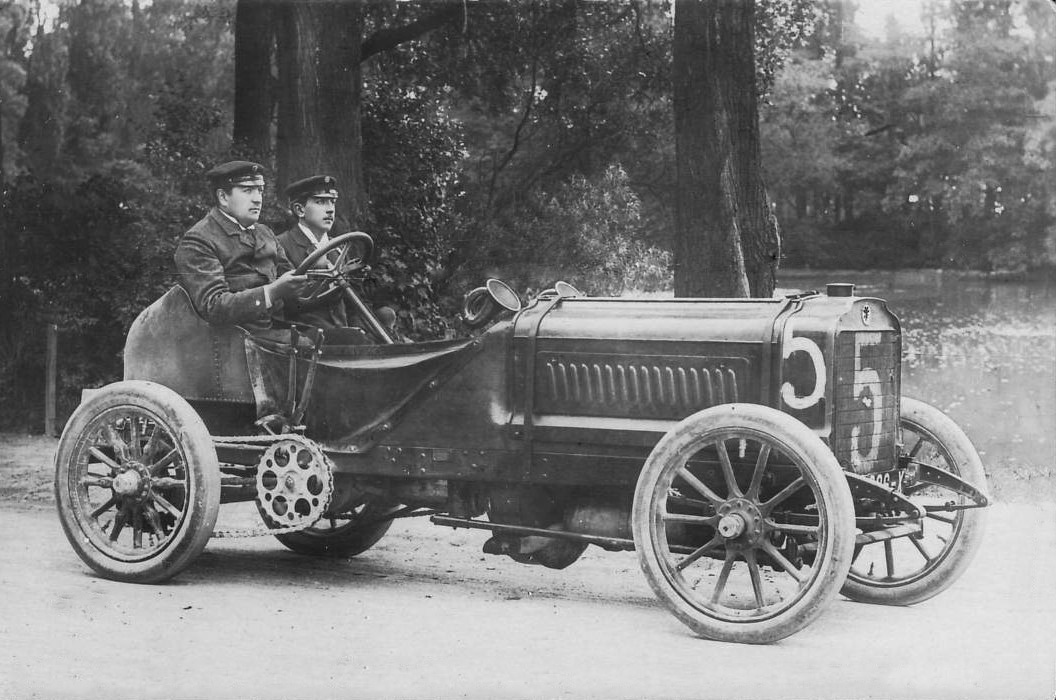
Leon Théry, vítěz Poháru Gordona Bennetta 1904, za volantem vozu Richard-Brasier. Pohlednice z roku 1904

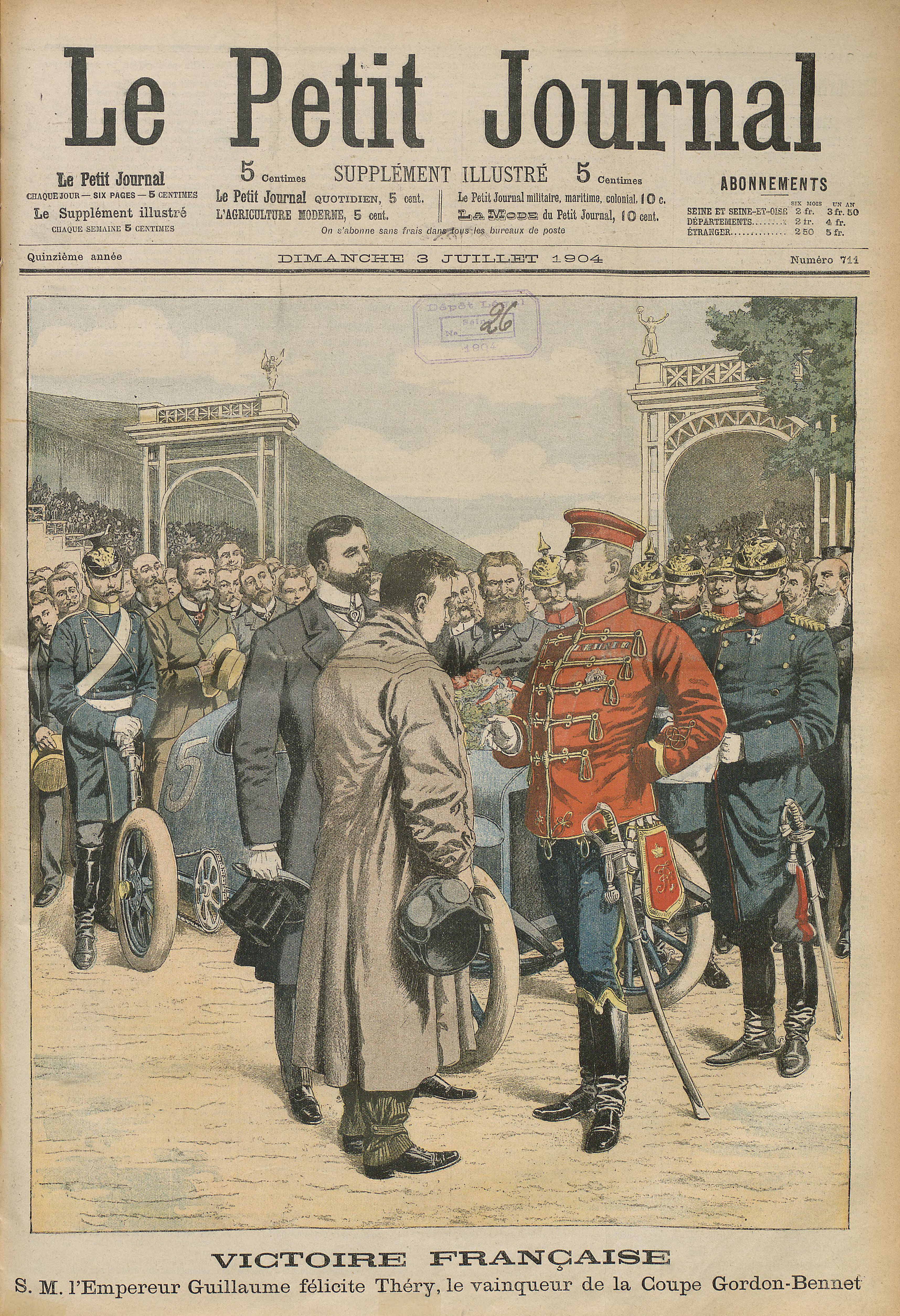
„Francouzské vítězství“
Císař Vilém gratuluje vítězi závodu o pohár Gordona Bennetta,
titulní strana Le Petit Journal z 3. července 1904

Léon Théry (16. dubna 1879 – 8. března 1909), přezdívaný „Le Chronometer“, byl francouzský automobilový závodník, který v letech 1904 a 1905 zvítězil v mezinárodním závodě o pohár Gordona Bennetta.

## Život
Léon Théry se k motoristickému sportu dostal jako mechanik, ale už brzy se stal závodním jezdcem. Zkušenosti mechanika mu daly schopnost řídit vůz podle jeho vlastností a možností a přivést jej tak k vítězství. Přezdívku „chronometr“ získal pro svou schopnost zajet závodní kola v téměř stejných časech. Stal se jedním z nejlepších závodních jezdců počátku 20. století. Je považován za vítěze „jednoho z prvních závodů v kategorii voiturette, ne-li úplně prvního“.
Poprvé se s vozem Decauville typu „voiturette“ účastnil závodu z Paříže do Amsterdamu v roce 1898. O rok později se vozem řízeným pákou nazvaným voiturelle účastnil závodu Paříž-Bordeaux. Na trati dlouhé 565 kilometrů dosáhl průměrné rychlosti 30 km/h a do cíle dojel druhý za týmovým kolegou Gabrielem úplně vyčerpán. Po dojezdu do cíle opakoval: „Nezastavujte mne, musím dojet do Bordeaux“.
V roce 1901 opět řídil Decauville voiturelle při závodě Paříž-Rouen-Paříž, kde zvítězil v poháru vozů voiturette (Coupe des Voiturettes). Théry se proslavil metodickou dokumentací podrobností o okruhu, stavu vozovky, pneumatikách, spolehlivosti motoru a výkonu vozu ve svém „závodním zápisníku“.
Rok 1902 byl pro Théryho „smolným“ rokem. Do závodu Paříž-Vídeň konaného ve dnech 26. až 29. června nastoupil se svým Decauville, doprovázen mechanikem Mullerem. Porucha brzd v Arlberském průsmyku (1793 m n. m.) v Rakousku otestovala při sjezdu jeho schopnosti, jak se vyhnout havárii. V závodě Ardenami se jejich vůz v plné rychlosti srazil s krávou.
V roce 1904 přestoupil k týmu Richard-Brasier.
V závodě o Pohár Gordona Bennetta v roce 1904 na okruhu německým pohořím Taunus zvítězil. Rozdíl mezi jeho nejrychlejším a nejpomalejším kolem byl tři minuty, což byl při délce okruhu 128 kilometrů skvělý výkon. O rok později vítězství v Bennettově poháru, tentokrát ve Francii, zopakoval.
Tak jako ostatní závodníci té doby se i Théry pokoušel založit vlastní firmu, vůz „Théry“ však nepřešel ani přes fázi projektu. Při Grand Prix Francie 1908 opět seděl za volantem vozu Richard-Brasier, kvůli technické závadě však závod nedokončil. Tento závod v Dieppe byl jeho posledním. Léon Théry zemřel na jaře 1909 ve věku 29 let na tuberkulózu.